# Liachtbratlmontag

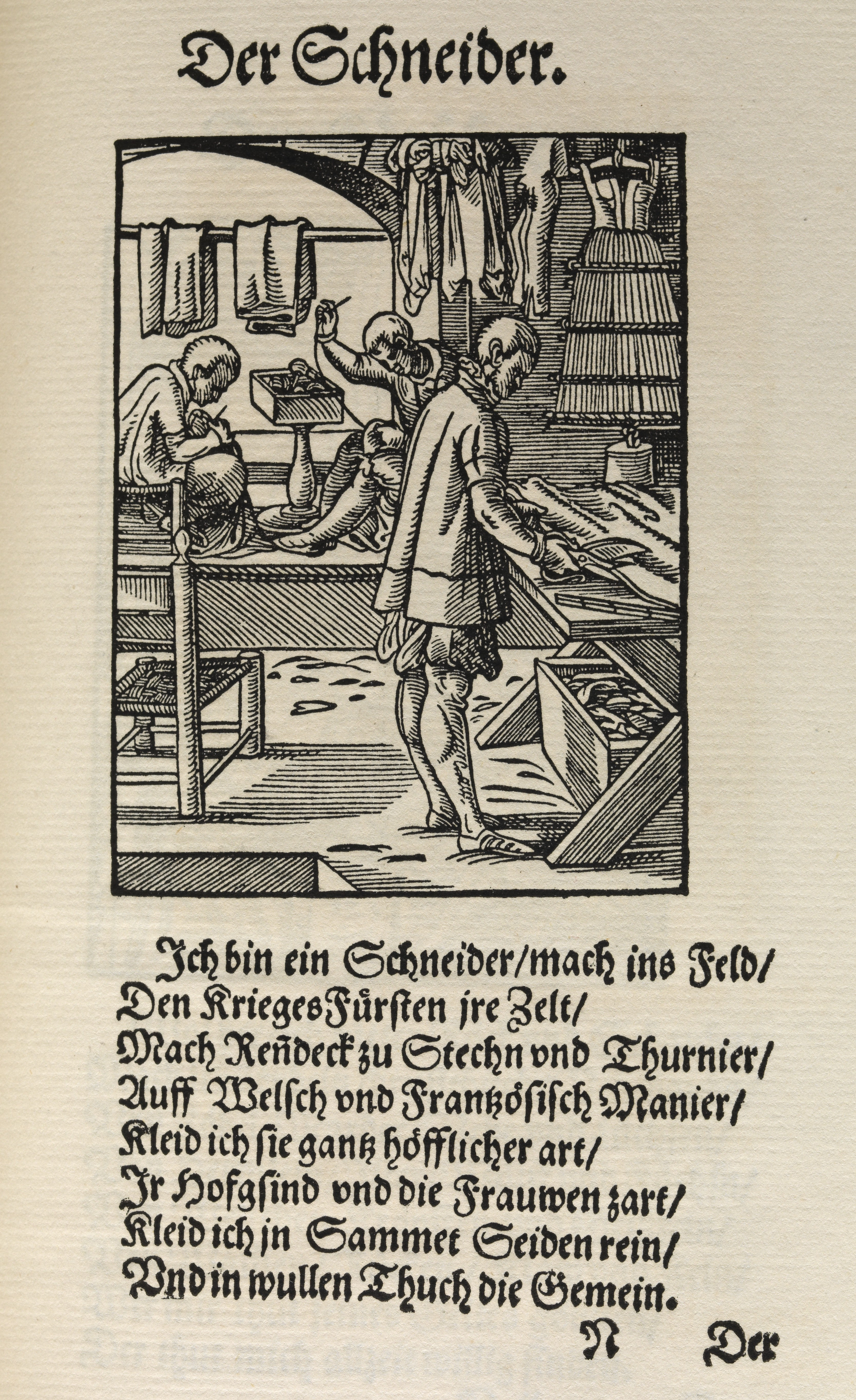
Schneider nähten in früheren Zeiten alles mit der Hand, die Arbeitszeit reichte über einen Achtstundentag hinaus. Um saubere gleichmäßige Stiche auch an Tagen mit kurzer Taglänge zu erreichen, war dazu im Winter Beleuchtung mit Kerzen, Öllampen und Talglichtern nötig.

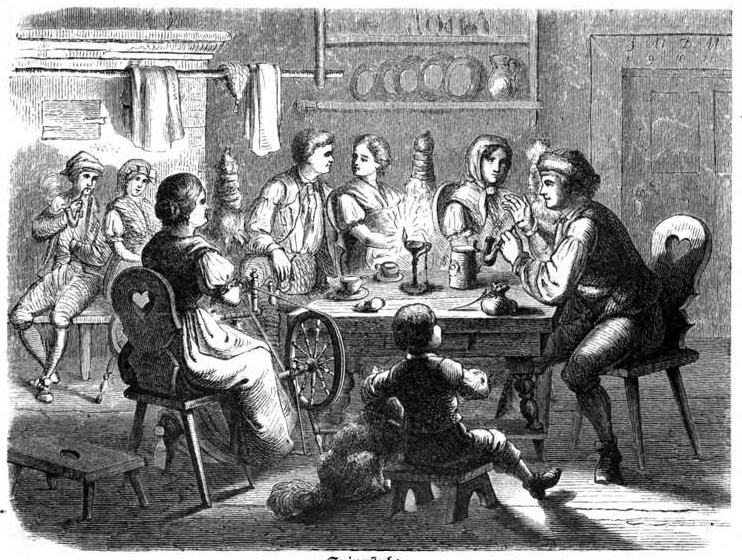
In einer Spinnstube, auch Lichtstube genannt, trafen sich die Frauen in der kalten Jahreszeit abends, um bei künstlichem Licht handwerkliche Arbeiten (beispielsweise Flachsbrechen, Schafwolle kämmen, spinnen, weben) zu verrichten

Der Liachtbratlmontag (auch Lichtbratlmontag oder Liachtbradlmontag geschrieben) ist der in Österreich als Volksbrauch gefeierte Tag, ab dem im Herbst bei der Arbeit künstliches Licht gebraucht wird.
Der Lichtbratlmontag in Bad Ischl wurde 2011 von der Österreichischen UNESCO-Kommission als immaterielles Kulturerbe anerkannt (Listeneintrag).

## Historische Bedeutung
Am Liachtbratlmontag durften in früheren Zeiten die Handwerker in der Werkstätte erstmals im Herbst Kerzen oder Unschlittlampen zur Arbeit anzünden, um genug Licht (vulgo Liacht) zu haben. In den Sommermonaten mit langen Tagen wurde im Freien oder ohne diese Lichtquellen gearbeitet, um Geld zu sparen. Vom Ersparten stiftete der Handwerksmeister oder sonstiger Herr des Betriebes einen Braten (vulgo Bratl) mit Bier oder Wein. Da das Essen von Fleisch zu früheren Zeiten nur an Sonn- und Feiertagen („Sonntagsbraten“) oder zu besonderen Anlässen üblich, finanzierbar oder (etwa im Feudalismus) erlaubt war, stach dieser Brauch aus dem Alltagstrott hervor und wurde gern gefordert und tradiert.
Der Liachtbratlmontag wurde auf den ersten Montag nach Michaeli (29. September) gelegt. Der Sinnspruch „Der Michel zündt’s Licht an“ und der Begriff der Lichtstube (Spinnstube) haben Bezug zu diesem Brauch. Das künstliche Licht wurde verwendet bis Mariä Verkündigung am 25. März. Der Michaelistag war üblicher und auch vorgeschriebener Termin für die Kündigung eines Dienstverhältnisses von Dienstboten, Knechten und Mägden und deren Neuaufnahme; daneben auch „zu Jacobi“ (25. Juli), „auf Bartholomäi“ (24. August), „auf den Johannistag“ (24. Juni).
Unter den weiteren Bezeichnungen distelblauer, lichtblauer oder Lichtbrat(e)l-Montag nach Michaeli war dieses Fest vor dem Zweiten Weltkrieg noch in größeren Teilen Österreichs bekannt. Eine Publikation von 1928 erwähnt, dass es auch in einigen Bezirken von Wien anzutreffen war, der Brauch sich aber bereits damals auf dem Rückzug befand.
Im 21. Jahrhundert hat sich der Liachtbratlmontag mit einem Schwerpunkt im oberösterreichischen Salzkammergut und dem Land Salzburg erhalten. Seit einigen Jahren dehnt sich der Wirkungsbereich auch wieder aus; so wird seit kurzem auch im angrenzenden Almtal dieser spezielle Montag (wieder) gefeiert.
Ein ähnliches Brauchtum ist am Lambertusabend (17. September) im Münsterland bekannt.

## Der Lichtbratlmontag in Bad Ischl
Eine Sonderstellung hat der Lichtbratlmontag in Bad Ischl. Gefeiert wird er wie überall am ersten Montag nach dem Michaelistag (29. September).
Im März 2011 wurde der Lichtbratlmontag in Bad Ischl unter genau dieser Bezeichnung und Schreibweise von der Österreichischen UNESCO-Kommission in die UNESCO-Liste des Immateriellen Kulturerbes in Österreich aufgenommen. Das Brauchtum gehört zur Kategorie gesellschaftliche Praktiken, Rituale und Feste.
Heute handelt es sich beim Lichtbratlmontag um ein festlich begangenes Jahrgangstreffen für die runden Geburtstage (50er, 60er, 70er und älter) der Ischler. Aus den Reihen der 50er wird ein Komitee für die Einladungen und die Organisation gebildet. Am Vormittag werden im Kurpark Gruppenfotos der Jahrgänge angefertigt. Die Aufstellung dazu erfolgt immer bei der großen Hauptstiege vom denkmalgeschützten Kongress & Theaterhaus Bad Ischl.
Alle Jubiläumsteilnehmer bilden dann einen festlichen Umzug durch die Innenstadt mit anschließender Kranzniederlegung vor dem Kriegerdenkmal. Die „Jüngeren“ sind zu Fuß unterwegs, die „Älteren“ in geschmückten Pferdekutschen. Anschließend wird gemeinsam die Stadtpfarrkirche Bad Ischl für eine hl. Messe aufgesucht, nachher geht es wieder zurück zum Kurpark, wo alle Teilnehmer die Oberösterreichische Landeshymne anstimmen. Darauf folgt für den Rest des Tages ein Ausflug in das umliegende Innere Salzkammergut.
Bedingung für die Teilnahme am Umzug ist, dass der runde Jubilar entweder in Bad Ischl geboren wurde oder dort seinen Hauptwohnsitz hat.
Ab Mittag werden die Geschäfte, Büros und Behörden geschlossen, auch die Amtsgeschäfte sind eingestellt. Viele Arbeitgeber stellen ihre Mitarbeiter an diesem Tag vom Dienst frei. Etliche Firmen laden ihre Angestellten zum „Lichtbratl“ ein. Der Lichtbratlmontag hat sich dadurch zu einem lokalen Feiertag entwickelt.
Wann das Brauchtum genau begonnen wurde, lässt sich nicht exakt eruieren. Die frühesten Aufzeichnungen betreffen im Jahr 1901 die feierliche Versammlung des Geburtsjahrganges 1851. Die ersten Jahre waren nur Männer und nur 50er und 60er eingeladen. Im Jahr 1910 ist erstmals eine gemeinsame Foto-Aufnahme in der Ischler Rundschau dokumentiert. Nach einigen Jahren nahmen auch Frauen teil, nach dem Zweiten Weltkrieg und in den 1950er Jahren wurde das Geschehen auch auf die weiteren runden Jubilare (70er und aufwärts) ausgedehnt.
Traditionell wird die Organisation der Veranstaltung jedes Jahr vom Jahrgangskomitee der Fünfziger an den nächsten Jahrgang übergeben. Eine identitätsstiftende Wirkung besitzt dieses Kulturerbe, weil es nur den Bürgerinnen und Bürgern von Bad Ischl beziehungsweise den hier Geborenen offensteht. Die UNESCO-Kommission spricht davon, dass der Ischler Lichtbratlmontag als wesentliches und prägendes Element des lokalen Kulturerbes bezeichnet werden kann.
Einen Grund für den Schutz des Lichtbratlmontag in Bad Ischl und die Aufnahme in die Kulturerbe-Liste sieht die UNESCO-Kommission darin, dass dieser durch Nachahmung in anderen Gemeinden und durch Übertreibungen bei den Zuwendungen gefährdet sein könnte.